# Liste der Wahlbezirke des Großherzogtums Hessen
Die Wahlen der nicht-adligen Mitglieder zur 2. Kammer der Landstände des Großherzogtums Hessen erfolgten in Ein-Personen-Wahlbezirken.

## 1820 bis 1849
Die ursprüngliche Einteilung der Wahlbezirke richtete sich nach den Grenzen der Ämter im Großherzogtum. Hierbei wurde in Kauf genommen, dass die Größe der einzelnen Wahlkreise recht unterschiedlich ausfiel.
Nach der Verfassung des Großherzogtums Hessen entfielen
- 10 Abgeordnete auf die Städte (je 2 für Darmstadt und Mainz, jeweils einer für Gießen, Offenbach, Friedberg, Alsfeld, Worms und Bingen) und
- 34 Abgeordnete im restlichen Land.[1]

Die Abgeordneten in Darmstadt und Mainz wurden (abweichend von übrigen Land) in 2 Personenwahlkreisen gewählt. Erst 1911 wird diese Praxis aufgegeben und diese Stadtwahlkreise tatsächlich geteilt.
Die Aufteilung der Wahlbezirke wurde in der „Bekanntmachung über die Wahlbezirke“ vom 29. März 1820 durch den Großherzog festgelegt.
Die 10 Abgeordneten der Städte wurden in folgenden Wahlbezirken gewählt:
| Provinz Starkenburg                      | Provinz Oberhessen             | Provinz Rheinhessen                   |
| ---------------------------------------- | ------------------------------ | ------------------------------------- |
| - Darmstadt I - Darmstadt II - Offenbach | - Alsfeld - Friedberg - Gießen | - Bingen - Mainz I - Mainz II - Worms |

Die 34 Abgeordneten des restlichen Landes wurden in folgenden Wahlbezirken gewählt:
| Nr. | Provinz Starkenburg      | Provinz Oberhessen | Provinz Rheinhessen          |
| --- | ------------------------ | ------------------ | ---------------------------- |
| 1   | Heusenstamm              | Battenberg         | Alzey                        |
| 2   | Groß-Gerau               | Gladenbach         | Ober-Ingelheim/Gau-Algesheim |
| 3   | Langen                   | Heuchelheim        | Wöllstein                    |
| 4   | Seligenstadt/Babenhausen | Lauterbach         | Wörrstadt                    |
| 5   | Pfungstadt               | Romrod             | Nieder-Olm/Bretzenheim       |
| 6   | Lorsch                   | Homberg            | Oppenheim                    |
| 7   | Heppenheim/Fürth         | Schotten           | Pfeddersheim                 |
| 8   | Waldmichelbach           | Grünberg           | Osthofen                     |
| 9   | Erbach                   | Okarben-Vilbel     | 0                            |
| 10  | Breuberg/Höchst          | Butzbach           | 0                            |
| 11  | Umstadt                  | Hungen             | 0                            |
| 12  | Groß-Bieberau            | Bingenheim-Nidda   | 0                            |
| 13  | 0                        | Gedern-Ortenberg   | 0                            |
| 14  | 0                        | Büdingen           | 0                            |

## 1849 bis 1856 (Zweite Kammer)
Im Rahmen der Märzrevolution kam es zu einer gravierenden Wahlrechtsänderung. Das Wahlgesetz von 1849 sah eine direkte und allgemeinere Wahl der Abgeordneten der zweiten Kammer vor. Auch die erste Kammer sollte gewählt werden. Hier war jedoch weiter ein Zensuswahlrecht vorgesehen. In diesem Zusammenhang wurden auch die Wahlbezirke neu geregelt. Hierbei wurde auf die Trennung zwischen Land und Stadt verzichtet. Diese Wahlbezirkseinteilung war für die 12. 13. und 14. Landtagsperiode relevant.
| Nr. | Provinz Starkenburg | Provinz Oberhessen | Provinz Rheinhessen    |
| --- | ------------------- | ------------------ | ---------------------- |
| 1   | Darmstadt I         | Gießen             | Mainz I                |
| 2   | Darmstadt II        | Battenberg         | Mainz II               |
| 3   | Zwingenberg         | Biedenkopf         | Ober-Ingelheim         |
| 4   | Bensheim            | Gladenbach         | Ober-Olm               |
| 5   | Heppenheim          | Homberg            | Bingen                 |
| 6   | Fürth               | Alsfeld            | Wörrstadt              |
| 7   | Waldmichelbach      | Lauterbach         | Wöllstein              |
| 8   | Beerfelden          | Herbstein          | Alzey                  |
| 9   | Michelstadt         | Schotten           | Westhofen/Pfeddersheim |
| 10  | König               | Grünberg           | Worms                  |
| 11  | Groß-Bieberau       | Hungen             | Osthofen               |
| 12  | Reinheim            | Lich               | Odernheim              |
| 13  | Umstadt             | Butzbach           | Oppenheim              |
| 14  | Babenhausen         | Friedberg          | 0                      |
| 15  | Seligenstadt        | Vilbel             | 0                      |
| 16  | Offenbach           | Nidda              | 0                      |
| 17  | Langen              | Ortenberg          | 0                      |
| 18  | Groß-Gerau          | Büdingen           | 0                      |
| 19  | Gernsheim           | 0                  | 0                      |

## 1849 bis 1856 (Erste Kammer)
Auch die 25 Mitglieder der Ersten Kammer wurden in dieser Zeit in 25 Ein-Personen-Wahlbezirken direkt gewählt.
| Provinz Oberhessen        | Provinz Starkenburg           | Provinz Rheinhessen      |
| ------------------------- | ----------------------------- | ------------------------ |
| Battenberg und Biedenkopf | Darmstadt                     | Mainz                    |
| Gladenbach und Gießen     | Bensheim und Zwingenberg      | Bingen und Oberingelheim |
| Homberg und Alsfeld       | Gernsheim und Groß-Gerau      | Oberolm und Wörrstadt    |
| Lauterbach und Herbstein  | Langen und Offenbach          | Wöllstein und Alzey      |
| Schotten und Grünberg     | Seligenstadt und Babenhausen  | Osthofen und Westhofen   |
| Butzbach und Lich         | Umstadt und Reinheim          | Oppenheim und Odernheim  |
| Hungen und Nidda          | Großbieberau und Fürth        |                          |
| Ortenberg und Büdingen    | Michelstadt und König         |                          |
| Vilbel und Friedberg      | Waldmichelbach und Beerfelden |                          |

## 1856 bis 1872
Mit dem Sieg der Reaktion wurden das alte Wahlrecht und auch die ursprüngliche Einteilung der Wahlbezirke weitgehend wiederhergestellt. Aufgrund demographischer Veränderungen gewann die Provinz Starkenburg ein Mandat zu Lasten der Provinz Oberhessen hinzu.
Die Aufteilung der Wahlbezirke wurde in der „Bekanntmachung über die Wahlbezirke“ vom 20. Oktober 1856 durch den Großherzog festgelegt.
Die 10 Abgeordneten der Städte wurden in folgenden Wahlbezirken gewählt:
| Provinz Starkenburg                      | Provinz Oberhessen             | Provinz Rheinhessen                   |
| ---------------------------------------- | ------------------------------ | ------------------------------------- |
| - Darmstadt I - Darmstadt II - Offenbach | - Alsfeld - Friedberg - Gießen | - Bingen - Mainz I - Mainz II - Worms |

Die 34 Abgeordneten des restlichen Landes wurden in folgenden Wahlbezirken gewählt:
| Nr. | Provinz Starkenburg | Provinz Oberhessen    | Provinz Rheinhessen    |
| --- | ------------------- | --------------------- | ---------------------- |
| 1   | Bessungen/Arheilgen | Battenberg/Biedenkopf | Alzey                  |
| 2   | Groß-Gerau          | Gladenbach            | Sprendlingen/Wöllstein |
| 3   | Langen              | Wieseck               | Ober-Ingelheim         |
| 4   | Seligenstadt        | Grünberg              | Nieder-Olm             |
| 5   | Dieburg             | Homberg               | Oppenheim              |
| 6   | Reinheim            | Lauterbach            | Wörrstadt              |
| 7   | Höchst              | Herbstein             | Osthofen               |
| 8   | Erbach              | Laubach               | Pfeddersheim           |
| 9   | Fürth               | Büdingen              | 0                      |
| 10  | Waldmichelbach      | Nidda                 | 0                      |
| 11  | Heppenheim          | Butzbach              | 0                      |
| 12  | Bensheim            | Assenheim             | 0                      |
| 13  | Gernsheim           | Vilbel                | 0                      |

## 1872 bis 1911
Die Wahlrechtsreform von 1872 erweiterte die Zahl der Abgeordneten des restlichen Landes von 34 auf 40. Dies hatte natürlich auch Einfluss auf die Einteilung der Wahlbezirke.
Die Aufteilung der Wahlbezirke wurde in der „Bekanntmachung über die Wahlbezirke“ vom 8. November 1872 durch den Großherzog festgelegt.
Die 10 Abgeordneten der Städte wurden in folgenden Wahlbezirken gewählt:
| Provinz Starkenburg                      | Provinz Oberhessen             | Provinz Rheinhessen                   |
| ---------------------------------------- | ------------------------------ | ------------------------------------- |
| - Darmstadt I - Darmstadt II - Offenbach | - Alsfeld - Friedberg - Gießen | - Bingen - Mainz I - Mainz II - Worms |

Die 40 Abgeordneten des restlichen Landes wurden in folgenden Wahlbezirken gewählt:
| Nr. | Provinz Starkenburg           | Provinz Oberhessen | Provinz Rheinhessen |
| --- | ----------------------------- | ------------------ | ------------------- |
| 1   | Beerfelden/Hirschhorn/Wimpfen | Vilbel             | Pfeddersheim        |
| 2   | Michelbach                    | Nauheim            | Alzey               |
| 3   | Höchst                        | Butzbach           | Wöllstein           |
| 4   | Waldmichelbach                | Hungen/Lich        | Osthofen            |
| 5   | Fürth                         | Gießen-Land        | Wörrstadt           |
| 6   | Reinheim                      | Grünberg           | Oppenheim           |
| 7   | Groß-Umstadt                  | Homberg            | Nieder-Olm          |
| 8   | Lorsch/Heppenheim             | Alsfeld-Land       | Ober-Olm            |
| 9   | Lampertheim                   | Lauterbach         | Ober-Ingelheim      |
| 10  | Gernsheim                     | Herbstein          | Bingen-Land         |
| 11  | Bensheim                      | Laubach            | 0                   |
| 12  | Darmstadt-Land                | Nidda              | 0                   |
| 13  | Griesheim (Groß-Gerau II)     | Büdingen           | 0                   |
| 14  | Groß-Gerau I                  | 0                  | 0                   |
| 15  | Langen/Neu-Isenburg           | 0                  | 0                   |
| 16  | Offenbach-Land                | 0                  | 0                   |
| 17  | Seligenstadt                  | 0                  | 0                   |

## 1911–1918
Die Wahlrechtsreform von 1911 führte im Wesentlichen nur zu einer Neubenennung und Nummerierung der Wahlbezirke. Die Trennung von Stadt- und Landwahlkreisen wurde aufgegeben.
Die Aufteilung der Wahlbezirke wurde im Landeswahlgesetz vom 3. Juni 1911 durch den Landtag festgelegt.
| Nr. | Provinz Starkenburg                      | Provinz Oberhessen                      | Provinz Rheinhessen         |
| --- | ---------------------------------------- | --------------------------------------- | --------------------------- |
| 1   | Beerfelden/Hirschhorn/Wimpfen            | Rodheim/Ober-Rosbach                    | Pfeddersheim                |
| 2   | Michelbach                               | Echzell/Reichelsheim                    | Alzey                       |
| 3   | Höchst                                   | Nauheim/Butzbach                        | Wöllstein                   |
| 4   | Waldmichelbach                           | Lich                                    | Osthofen                    |
| 5   | Fürth/Reichelsheim                       | Großen-Linden/Heuchelheim (Gießen-Land) | Wörrstadt                   |
| 6   | Ober-Ramstadt/Reinheim                   | Grünberg                                | Oppenheim                   |
| 7   | Babenhausen/Groß-Umstadt                 | Homberg                                 | Gonsenheim/Nieder-Olm       |
| 8   | Dieburg                                  | Alsfeld-Land                            | Nierstein                   |
| 9   | Lampertheim                              | Lauterbach                              | Weisenau                    |
| 10  | Heppenheim/Viernheim                     | Herbstein                               | Ingelheim                   |
| 11  | Bensheim/Zwingenberg                     | Schotten                                | Bingen-Land (Gau-Algesheim) |
| 12  | Gernsheim/Pfungstadt                     | Nidda                                   | Mainz I                     |
| 13  | Eberstadt/Griesheim (Darmstadt-Land)     | Büdingen                                | Mainz II                    |
| 14  | Groß-Gerau II                            | Vilbel                                  | Mainz III                   |
| 15  | Bischhofsheim/Rüsselsheim (Groß-Gerau I) | Gießen I                                | Worms I                     |
| 16  | Langen/Neu-Isenburg                      | Gießen II                               | Worms II                    |
| 17  | Bieber/Mühlheim (Offenbach-Land)         | Friedberg                               | Bingen                      |
| 18  | Seligenstadt                             | Alsfeld                                 | 0                           |
| 19  | Darmstadt I                              | 0                                       | 0                           |
| 20  | Darmstadt II                             | 0                                       | 0                           |
| 21  | Darmstadt III                            | 0                                       | 0                           |
| 22  | Offenbach I                              | 0                                       | 0                           |
| 23  | Offenbach II                             | 0                                       | 0                           |